# Aleksa Šantić
Aleksa Šantić (v srbské cyrilici Алекса Шантић, 27. května 1868 Mostar, Bosna a Hercegovina – 2. února 1924, tamtéž) byl původem srbský básník, jeden z nejvýznamnějších pro srbskou i bosenskohercegovskou literaturu přelomu 19. a 20. století.

## Biografie
Narodil se do zámožné obchodnické rodiny usedlé v Mostaru. Studoval v řadě evropských měst, mimo jiné v Terstu a Lublani. Když se vrátil zpět do rodného kraje, byl překvapen tichem, které následovalo po potlačení protirakouské vzpoury. Tam se stal editorem časopisu Zora (Jitřenka), věnujícího se společenským i kulturním událostem Hercegoviny. Kromě toho však také i spolupracoval s řadou jiných vlasteneckých organizací, které v té době v Mostaru i jeho okolí velmi rychle vznikaly. Názorově však Šantić chtěl přemostit bariéru mezi rozděleným muslimským a srbským obyvatelstvem. Ovlivněn bosňáckou lidovou tvorbou, sepsal řadu milostných písní – sevdalinek.
Šantić se jako básník profiloval zcela jinak, než jeho vrstevníci. Zatímco v literatuře regionu hrála prim témata i styl nastolený evropskou kulturou, Šantić se držel vlastenecké tematiky. Ve své básni Ostajte ovdje (1896 tvrdě zkritizoval všechny ty, kteří opouštěli svoji rodnou zem aby hledali úspěch v jiných krajích daleko od Hercegoviny. Ve známé básni Pretprazničko veče (1910), napsané po smrti členů své rodiny, opsal samotu v domě srbské patriarchální domácnosti. Kromě toho byl autorem celé řady básní, které se v pozdější době zařadily mezi ty významnější, jako např. Emina (1903), Ne vjeruj (1905), Što te nema? (1897), Veče na školju (1904), O klasje moje (1910) a Moja otadžbina (1908). Šantić také přeložil Píseň otroka Svatopluka Čecha.